# Naeim Giladi
Naeim Giladi (hébreu : נעים גלעדי), né Naeim Khalasch (נעים חלסצ'י ) en 1929 en Irak, est l'auteur juif d'un article antisioniste historique, Les Juifs d'Irak, dans lequel il affirme que les sionistes et les Britanniques ont provoqué l'exode de 120 000 Juifs d'Irak après 1948. Cet article est à la base de son livre Ben Gurion's Scandals: How the Haganah and the Mossad Eliminated Jews.

## Biographie

### Famille
Giladi est né Naeim Khalasch dans une famille juive irakienne. Giladi décrit sa famille comme « une grande et importante » famille nommée « Haroon » qui s'était installée en Irak après l'exil à Babylone. Selon Giladi, sa famille possédait 50 000 acres (200 km²) consacrés au riz, aux dattes et aux chevaux arabes. Ils se sont investis plus tard dans l'achat d'or et de purification, et ont donc été nommés « Khalaschi », ce qui signifie « Purificateurs » par les Ottomans qui occupaient l'Irak à l'époque.

### Début de l'activisme
Il raconte qu'il a rejoint le mouvement sioniste à 14 ans, à l'insu de ses parents, et qu'il a été impliqué dans des activités clandestines où il a comme nom de code : Gilad. A 17 ans, il a été arrêté et mis en prison par le gouvernement irakien en 1947. Au cours de ces deux années à passées à la prison d'Abu Ghraib, il a été torturé (ongles arrachés, abandonné nu en hiver, etc.) et devrait être condamné à mort pour trafic de Juifs irakiens conduits hors du pays en Iran pour être emmenés en Israël. Il a réussi à échapper à la prison et a pu se rendre lui-même en Israël, en arrivant en mai 1950.

### Emigration en Israël
Giladi rapporte que lors de son arrivée en Israël en 1950, il s'est porté volontaire pour aller à Dafna, un kibboutz agricole de Galilée. Il raconte qu'il n'y est resté que quelques semaines à cause de la discrimination qui sévissait à l'égard des immigrants.
Après avoir quitté Dafna, Giladi est affecté par l'Agence Juive à al-Mejdil, une ville arabe environ près de Gaza et maintenant une partie d'Ashkelon, qui devait être transformé en une communauté agricole. Lorsque les fonctionnaires du Bureau du Travail ont appris qu'il parlait couramment l'arabe, il raconte qu'ils l'ont encouragé à chercher un emploi avec le bureau du gouverneur militaire. Il dit qu'il était chargé de se procurer les signatures des habitants palestiniens d'Al-Mejdil sur un ensemble de formulaires gouvernementaux où ils déclaraient qu'ils donnaient volontiers leurs terres pour aller à Gaza, à l'époque sous occupation égyptienne. Il raconte comment il a réalisé en peu de temps que les Palestiniens signataires de ces documents le faisaient sous la contrainte. Ils se seraient vu refuser le droit d'accéder à leurs terres agricoles et parqués dans une petite zone et donc certains ont signé simplement pour mettre fin à leur agonie. Il écrit: « Les Palestiniens qui ne participaient pas à des transferts ont été pris par la force - il suffit de les mettre dans des camions et de les jeter à Gaza ». 
Il quitte ce travail dégoûté et tente de s'en procurer un autre ailleurs. Giladi affirme par la suite avoir eu du mal à trouver un emploi en raison de la discrimination contre les Juifs arabes et de son nom oriental qu'il change finalement en Giladi en rappel de son nom de code : Gilad. 
En vivant en Israël, son point de vue sur le sionisme change. Il écrit qu'il « a été désillusionné personnellement, désabusé par le racisme institutionnalisé », désabusé aussi par ce qu'il appelle « les cruautés du sionisme ». 
Giladi raconte qu'il est devenu politisé après une expérience contrariée au siège du parti sioniste socialiste où il s'est trouvé à nouveau victime de ségrégation « comme un Nègre ». Ce fut le début de ses protestations ; peu de temps après, il organise une manifestation à Ashkelon contre les politiques racistes de Ben Gourion, suivie par 10 000 personnes.
Après avoir servi dans l'armée israélienne entre 1967 et 1970, Giladi a été actif dans le mouvement des Black Panthers israéliens. Il est entré également dans le parti israélien marxiste Mapam qui pratiquait aussi, selon lui, une politique discriminatoire parmi ses membres.
Il a épousé Rachael, une juive irakienne comme lui avec laquelle il parle en arabe à la maison.

### Emigration aux Etats-Unis
Dans les années 1980, il quitte Israël pour New York. Aux États-Unis, il écrit un récit autobiographique et l'analyse historique des « mauvaises actions sionistes » en Irak, en Palestine, et plus tard Israël dans un article intitulé « Les Juifs d'Irak ». Cet article formera plus tard la base de son livre à compte d'auteur Scandale de Ben-Gourion : Comment la Haganah et le Mossad ont éliminé les Juifs.
Il meurt le 6 mars 2010 dans un centre de réadaptation à New York après avoir lutté contre une longue maladie, et est enterré dans la tradition juive par l'Hebrew Free Burial Association.

## Témoignage et positions controversés
« Plusieurs juifs irakiens tinrent Israël pour responsable de les avoir déracinés si brutalement », et parmi eux, Naeim Giladi.
Naeim Giladi raconte dans son article Les Juifs d'Irak qu'il fait l'expérience de la "désillusion" : selon lui, « le principal intérêt d’Israël pour les Juifs des pays musulmans venait de ce qu’ils constituaient une main d’œuvre bon marché ». Il évoque également les méthodes utilisées pour accaparer les terres habitées par les Palestiniens. Il affirme que les bombes qui ont explosé dans des synagogues dans les années 1950-1951 en Irak et qui ont précipité des dizaines de milliers de Juifs irakiens sur les chemins de l'exil avaient été posées par des sionistes.
Malgré l'affirmation de Giladi (et d'autres auteurs anti-sionistes des années 1980 mais aussi les Black Panthers dès 1975, auxquels appartenait Giladi), l'implication d'Israël dans les attentats en Irak n'a pas pu être prouvée. L'historien Moshe Gat remet en question la culpabilité des Juifs reconnus coupables par un tribunal irakien d'avoir perpétré l'un des attentats à la bombe, alors qu'un officier de l'armée irakienne chrétienne « connu pour ses vues anti-juives » et détenant des engins explosifs similaires à son domicile, a d' abord été arrêté pour le crime puis relâché. Il cite en outre une longue histoire d'incidents à la bombe anti-juifs en Irak. D'autres contre-arguments viennent aussi réfuter l'idée de Giladi mais selon Haim Ben Asher, le seul fait de constituer en Irak des réseaux sionistes et de les armer scellait le sort d'une communauté présente sur le sol irakien depuis près de 3000 ans.
Par la suite, Naeim Giladi a milité en Israël dans le parti Mapam d'obédience marxiste, qu'il a critiqué parce que ce parti dont l'idéologie était en principe égalitaire reflétait exclusivement, selon lui, l'état d'esprit de l'élite ashkénaze et reproduisait certaines discriminations à l'égard des juifs orientaux.